# Prexaspes acuticornis
Prexaspes acuticornis är en insektsart som först beskrevs av Gray, G.R. 1835.  Prexaspes acuticornis ingår i släktet Prexaspes och familjen Pseudophasmatidae. Inga underarter finns listade i Catalogue of Life.